# Juraj Beneš
Juraj Beneš (ur. 2 marca 1940 w Trnavie, zm. 11 września 2004 w Bratysławie) – słowacki kompozytor, pianista.
Ukończył studia na Wyższej Szkole Sztuk Scenicznych w Bratysławie i był uczniem Jána Cikkera, który był jednym z najlepszych znanych słowackich kompozytorów. Od 1983 roku Beneš uczył na tym samym uniwersytecie.
Praca Beneša poszła za aktualnymi trendami. Był najlepszy w komponowaniu oper takich jak New Clothes Emperor, Skamenen ý (Petrified) i Hostina (Feast) i często zatrudniony był jego głos razem z niezwykłymi połączeniami instrumentu (Choir Three Women).